# فاکس-۷
فاکس-۷ (به انگلیسی: FOX-7) با فرمول شیمیایی C۲H۴N۴O۴ یک ترکیب شیمیایی است. که جرم مولی آن ۱۴۸٫۰۸ g/mol می‌باشد. 